# Wang Changqing
Wang Changqing (王长庆; Pechino, 21 marzo 1981) è un calciatore cinese, difensore del Beijing Baxy.